# Худак, Тим
Тимоти Патрик «Тим» Худак, (англ. Timothy Patrick "Tim" Hudak) (род. 1 ноября 1967, Форт-Эри) — канадский политик-консерватор. В 2009—2014 лидер прогрессивно-консервативной партии Онтарио и лидер официальной оппозиции в Законодательной ассамблее провинции Онтарио, член ассамблеи от округа Западная Ниагара-Глэнбрук (1995—2016).

## Молодость
Родился в семье директора школы и школьной учительницы. Его дед и бабушка по отцовской линии приехали в Канаду из Словакии накануне Второй мировой войны. Мать имеет ирландские и франкоканадские корни.
Получил степень бакалавра экономики в Университете Западной Онтарио в 1990 г., после чего учился в Вашингтонском университете (г. Сиэтл), где стал магистром экономики в 1993 г. До избрания в Законодательную ассамблею работал на границе Канады и США в 1988—1993 гг. в Корпорации экономического развития Форт-Эри (Fort Erie Economic Development Corporation). В 1994 г. сеть магазинов Wal-Mart наняла его на должность разъездного менеджера, обучающего сотрудников политике и процедурам компании.

## Политик
На выборах в Законодательную ассамблею Онтарио в 1995 г. победил либерального кандидата Обри Фоли в округе Южная Ниагара. Он стал парламентским секретарём министра здравоохранения Джима Уилсона и на этом посту курировал закрытие 28 больниц и увольнение более чем 6 тыс. медсестёр, в то же время добившись соглашения об исключении из программы сокращения больниц в сельской местности и на севере, в том числе 4 больниц в Ниагарском регионе.
В 1999 г. переизбран и назначен министром Онтарио по развитию севера и шахтам. В 2001 г. назначен министром туризма и культуры Онтарио. В годы его нахождения в должности туристическая индустрия получила значительные субсидии, в том числе на смягчение негативных эффектов террористической атаки на ВТЦ в 2001 г. Лично посетил около 100 фестивалей в Канаде.
В 2002 г. в гонке за место партийного лидера поддерживал проигравшего Джима Флаэрти. 15 апреля 2002 г. новый премьер Онтарио Эрни Ивс назначил его министром потребительских услуг.
В 2003 г. консерваторы проиграли выборы, однако Худак вновь стал депутатом. Он отвечал за критику проектов, связанных с обновлением публичной инфраструктуры, и добивался их финансовой прозрачности. В 2004 г. вновь поддержал Флаэрти в гонке за место партийного лидера. В 2005 г. назначен ответственным за критику финансовых проектов от официальной оппозиции.
В 2007 г. вновь переизбран депутатом на в целом неудачных для консерваторов провинциальных выборах.
В 2009 г. участвовал в кампании по выборам нового провинциального лидера консерваторов и выиграл эти выборы. Под его руководством партия стала быстро набирать популярность в Онтарио, где традиционно были сильны позиции либералов.

## Политические взгляды
Худак относит себя к «синим тори». Выступает за консервативную фискальную политику, в частности, за раздельный учёт доходов молодых семей. Считается продолжателем идей «революции здравого смысла» Майка Харриса.
Выступает против абортов и за сокращение финансирования абортов. Также в своём блоге критически высказывался о программах франкофонного образования, назвав «пустой тратой средств» два франкофонных колледжа провинции Онтарио (в том числе Франкофонный колледж Канады).

## Личная жизнь
Женат на Деб Хаттон, которая также играет важную роль в политике консерваторов — в частности, она разрабатывала политическую платформу Майка Харриса, автора программы «революции здравого смысла». В семье родилась дочь, Миллер Олив Худак.